# NGC 246
NGC 246, được gọi là Tinh vân Đầu Lâu, là một tinh vân hành tinh trong chòm sao Kình Ngư. Tinh vân và các ngôi sao liên quan đến nó được liệt kê trong một số danh mục, được tóm tắt bởi cơ sở dữ liệu SIMBAD.  Nó cách hệ Mặt Trời khoảng 1.600 năm ánh sáng. Ngôi sao trung tâm của tinh vân là sao lùn trắng cấp 12 là HIP 3678.
Trong số một số nhà thiên văn nghiệp dư, NGC 246 được gọi là "Tinh vân Pac-Man" vì sự sắp xếp của các ngôi sao trung tâm và trường sao xung quanh.

## Thư viện hình ảnh

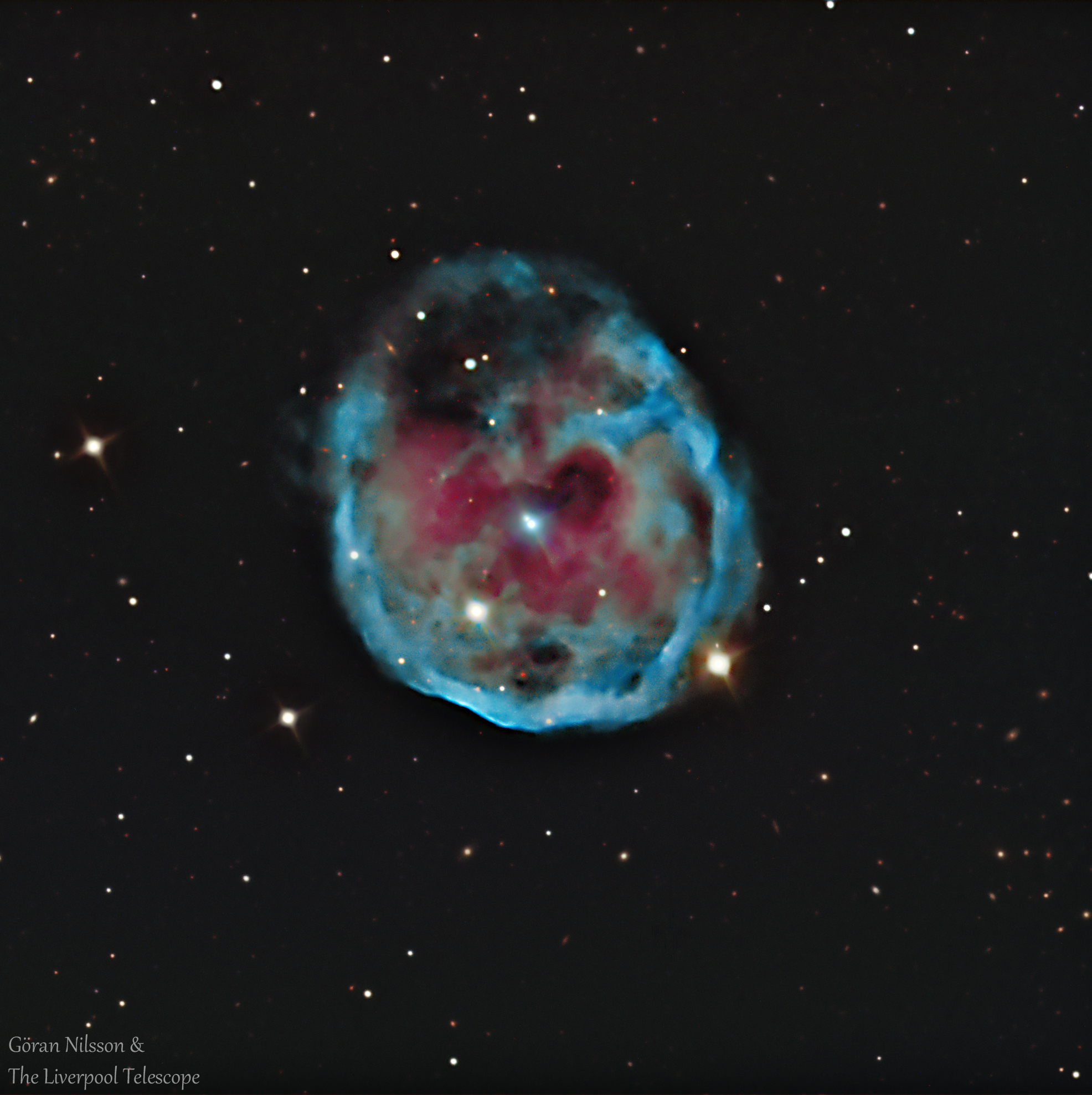
Hình ảnh HaRGB của Tinh vân Đầu Lâu (NGC 246). Dữ liệu từ Kính viễn vọng Liverpool, được Göran Nilsson xử lý. Tổng thời gian phơi sáng 1,1 giờ.
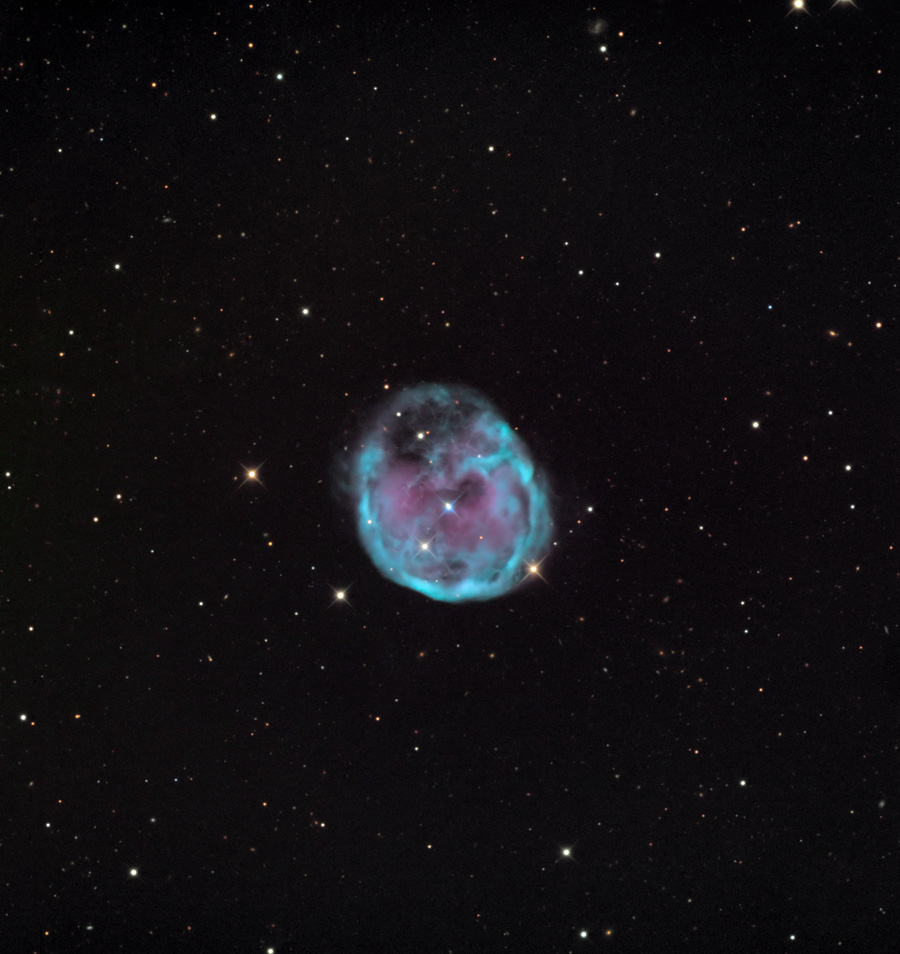
NGC 246 thu được bằng cách sử dụng Kính thiên văn Schulman 0,8m trên đỉnh Núi Lemmon, AZ. Đây là một hình ảnh đầy đủ màu sắc (hình ảnh).